# Duds Hunt
Duds Hunt (ダズハント, Dazuhanto) est un manga de Tetsuya Tsutsui sorti en 2002 au Japon et le 14 octobre 2004 chez Ki-oon en France. Il est sorti en anglais sous le titre Duds Hunt: The Network Survival Game.

## Synopsis
Un jeune commercial, ancien délinquant sorti d'une maison de redressement, supporte difficilement les pressions infligées par son supérieur. Pour se défouler, un de ses contacts sur le Net lui conseille de participer à un jeu appelé Duds Hunt, dans lequel tous les coups sont permis.

## Manga

### Fiche technique
- Édition japonaise : Square Enix
  - Nombre de volumes sortis : 1
  - Date de première publication : 2002
  - Prépublication :
- Édition française : Ki-oon
  - Nombre de volumes sortis : 1
  - Date de première publication : octobre 2004  (ISBN 2-9155-1304-X)
  - Format : 130 mm x 180 mm
  - 175 pages